# Русский язык в Лаосе
В советское время при содействии СССР в Лаосе было подготовлено более 8 тыс. квалифицированных рабочих, около 7 тыс. человек прошли обучение в советских и российских вузах и техникумах. По оценочным данным, кадровый состав госаппарата ныне на треть состоит из выпускников бывших советских и российских вузов, много русскоговорящих среди партийно-государственных деятелей, офицерского состава армии. Так посол Лаоса в России г-н Сомпхон Ситялын окончил в 1983 году МГИМО и с 1951 по 1996 гг. в МГИМО прошли обучение 87 граждан ЛНДР.
В настоящее время преподавание русского языка в лаосских учебных заведениях не ведется. Лаосские дети имеют возможность изучать русский язык только в школе при Посольстве России (в ней учится небольшое число детей от смешанных браков).
Самым крупным центром по изучению русского языка в Лаосе был Педагогический институт, в середине 90-х годов преподавание русского языка в этом вузе было прекращено. В 1995 году институт вошел в состав Лаосского национального университета (ЛНУ), где сохранена кафедра русского языка и литературы. На кафедре продолжают работать около 10 квалифицированных преподавателей-русистов, которые в связи с отсутствием набора студентов на отделение русского языка вынуждены заниматься преподаванием других языков, в частности, английского.
До 1998 года русский язык в Лаосе преподавали российские учителя на курсах при Российском центре науки и культуры (РЦНК), представительстве Россотрудничества, и в существовавшей на его базе начальной школе «Миттапхап». В 1998 году РЦНК и школа были закрыты. В 2013 году центр (с 2021 года — «Русский дом») был открыт вновь в столичном районе Сайсеттха.